# Secretaria del Comitè Central del Partit Comunista de la Xina
La Secretaria del Comitè Central del Partit Comunista de la Xina és un òrgan al servei del Politburó del Partit Comunista de la Xina i el seu Comitè Permanent. És el principal responsable de dur a terme les operacions rutinàries del Politburó així com coordinar les organitzacions en la realització de les tasques establertes pel Politburó. Tanmateix, té el poder de prendre les decisions sobre qüestions quotidianes d'acord amb les decisions del Politburó, però ha de consultar al Politburó sobre les qüestions de més rellevància.
La Secretaria va ser creada el gener de 1934. Està dirigida nominalment pel secretari general, encara que la posició de "secretari general" no ha estat sempre el mateix líder del partit. Els secretaris de la Secretaria (Shujichu Shuji) són considerats algunes de les posicions més importants del Partit Comunista de la Xina actual. Per protocol, els seus membres estan classificats per sobre dels vicepresidents del Congrés Nacional del Poble, així com els Consellers d'Estat. El secretari general presideix el treball de la Secretaria.

## Història
La Secretaria del Comitè Central es va formar el gener de 1934 a la 5ena Sessió Plenària del 7è Congrés Nacional del Partit Comunista de la Xina, que es va celebrar a Xangai. El 20 de març de 1943, el Politburó, en una decisió unànime, va decretar que la Secretaria s'encarregaria de dur a terme el treball del Politburó d'acord amb els marcs de polítics generals determinats pel mateix, i atorgant-li poder de decisió dins d'aquest marc general.
El 1956, el partit va crear la posició del "Secretari General", com a màxim responsable de la Secretaria. Aquesta posició, però, no és la del líder capdavanter del partit, que en aquella època era el "President del Comitè Central". Més aviat, el secretari general s'encarregava de dur a terme el treball quotidià del Politburó del Partit Comunista. El primer Secretari General va ser Deng Xiaoping, amb destacades figures polítiques com Peng Zhen i Tan Zhenlin com a membres d'aquest òrgan.
Durant la Revolució Cultural, el càrrec de secretari general i de la Secretaria van desaparèixer. El cos va ser restaurat un cop acabada la Revolució Cultural, al febrer de 1980, amb Hu Yaobang ocupant el càrrec de Secretari de Primer Ordre, posició anàloga a l'anterior Secretari General. Des de la seva restauració, la composició de la Secretaria ha variat entre 6 i 12 membres. Wan Li, Hu Qili, Hu Jintao, Zeng Qinghong, Xi Jinping i Liu Yunshan han ocupat successivament la posició del primer secretari del Secretariat.
Els secretaris de la Secretaria estan estrictament classificats entre "líders partidaris i líders estatals" (Dang he Guojia lingdaoren). Els Secretaris tenen rang inferior al Politburó, però per sobre dels vicepresidents del Congrés Nacional Popular.

## Membres del Secretariat
| Comitè Central                     | Membres de ple dret                                                                                        | Membres suplents |
| ---------------------------------- | --- | ---------------- |
| 12è CC del PCX                     | Wan Li, Xi Zhongxun, Deng Liqun, Yang Yong, Yu Qiuli, Gu Mu, Chen Pixian, Hu Qili, Yao Yilin, Hao Jianxiu* | Qiao Shi         |
| 13è CC del PCX                     | Hu Qili, Qiao Shi, Rui Xingwen, Yan Mingfu                                                                 | Wen Jiabao       |
| 14è CC del PCX                     | Hu Jintao, Ding Guangen, Wei Jianxing, Wen Jiabao, Ren Jianxin                                             |                  |
| 15è CC del PCX                     | Hu Jintao, Wei Jianxing, Ding Guangen, Zhang Wannian, Luo Gan, Wen Jiabao, Zeng Qinghong                   |                  |
| 16è CC del PCX                     | Zeng Qinghong, Liu Yunshan, Zhou Yongkang, He Guoqiang, Wang Gang, Xu Caihou, He Yong                      |                  |
| 17è CC del PCX                     | Xi Jinping, Liu Yunshan, Li Yuanchao, He Yong, Ling Jihua, Wang Huning                                     |                  |
| 18è CC del PCX                     | Liu Yunshan, Liu Qibao, Zhao Leji, Li Zhanshu, Du Qinglin, Zhao Hongzhu, Yang Jing (Mongol).               |                  |
| 19è CC del PCX                     | Wang Huning, Ding Xuexiang, Yang Xiaodu, Chen Xi, Guo Shengkun, Huang Kunming, You Quan                    |                  |
| * va començar com a membre suplent | |                  |